# Biblioteca Nacional de España
De Biblioteca Nacional de España is de nationale bibliotheek van Spanje. Het is de grootste openbare bibliotheek van het land en is gevestigd in Madrid. De bibliotheek is gehuisvest in een neo-klassiek gebouw aan de Paseo de Recoletos, op de hoek van de Plaza de Colón. 
De bibliotheek werd in 1711 opgericht door Filips V van Spanje, als diens "Koninklijke Openbare Bibliotheek". In 1752 bezat de bibliotheek al zo'n 60.000 boeken. In 1836 werd de instelling hernoemd tot 'Biblioteca Nacional de España' en in 1850 bestond de collectie uit ruim 200.000 stukken. 
In 1896 verhuisde de bibliotheek naar het huidige pand in het centrum van Madrid. De nieuwe locatie werd gebouwd in opdracht van Isabella II en heeft een bijzondere, gedecoreerde granieten buitengevel met een indrukwekkende façade. De huidige catalogus wordt de Bibliografía Española genoemd en telt meer dan 26.000.000 boeken en tijdschriften, 240.000 zeldzame boeken en 25.000 manuscripten. De collectie tekeningen, foto's en posters is alleen toegankelijk voor wetenschappers. 
Gezien zijn rol als wettelijk depot voor heel Spanje, heeft het sinds 1991 het grootste deel van de overvolle collectie bewaard in een nieuwbouw op een secundaire locatie in Alcalá de Henares, in de buurt van Madrid.